# Хаас, Николас
Николас Хаас (нем. Nicolas Haas; 23 января 1996 года, Зурзе, Швейцария) — швейцарский футболист, полузащитник клуба «Эмполи».

## Клубная карьера
Футболом начинал заниматься в родном городе Зурзе. В 12 лет его приняли в академию «Люцерна», которую окончил в 2014 году. 7 февраля 2015 года дебютировал в швейцарской Суперлиге поединком против «Янг Бойз», заменив на 87-й минуте Адриана Винтера. Всего в стартовом сезоне провёл восемь игр, две из них начинал в стартовом составе.
В сезоне 2015/2016 стал основным игроком «Люцерна», проведя 24 встречи, забил один гол, 16 мая 2016 года в ворота «Базеля».
28 июля 2016 года дебютировал за «Люцерн» в еврокубках, выйдя в основном составе на матч квалификационного тура Лиги Европы против «Сассуоло».
В июне 2017 года на правах свободного агента присоединился к «Аталанте».

## Карьера в сборной
Игрок юношеских сборных Швейцарии. Принимал участие в отборочных частях к юношеским чемпионатам Европы, однако в финальную стадию не выходил и участия не принимал.

## Достижения
«Люцерн»
- Бронзовый призёр чемпионата Швейцарии: 2015/16